# 51. Międzynarodowy Festiwal Filmowy w Cannes
51. Międzynarodowy Festiwal Filmowy w Cannes odbył się w dniach 13−24 maja 1998 roku. Imprezę otworzył pokaz amerykańskiego filmu Barwy kampanii w reżyserii Mike'a Nicholsa. W konkursie głównym zaprezentowane zostały 22 filmy pochodzące z 12 różnych krajów.
Jury pod przewodnictwem amerykańskiego reżysera Martina Scorsese przyznało nagrodę główną festiwalu, Złotą Palmę, greckiemu filmowi Wieczność i jeden dzień w reżyserii Theo Angelopoulosa. Drugą nagrodę w konkursie głównym, Grand Prix, przyznano włoskiemu obrazowi Życie jest piękne w reżyserii Roberta Benigniego.
Galę otwarcia i zamknięcia festiwalu prowadziła francuska aktorka Isabelle Huppert.

## Członkowie jury

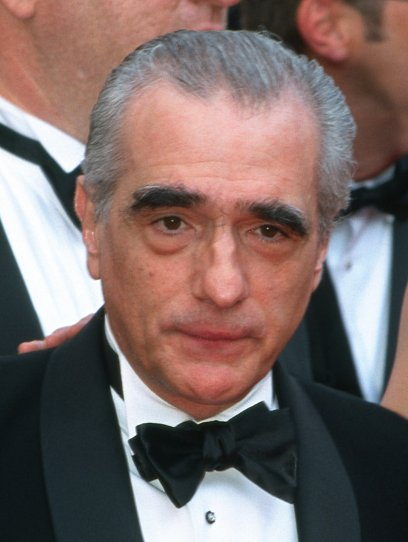
Przewodniczący jury konkursu głównego Martin Scorsese.

### Konkurs główny
- Martin Scorsese, amerykański reżyser − przewodniczący jury[5]
- Alain Corneau, francuski reżyser
- Chen Kaige, chiński reżyser
- Chiara Mastroianni, francuska aktorka
- MC Solaar, francuski artysta hip-hopowy
- Lena Olin, szwedzka aktorka
- Winona Ryder, amerykańska aktorka
- Zoé Valdés, kubańska pisarka
- Sigourney Weaver, amerykańska aktorka
- Michael Winterbottom, brytyjski reżyser

### Sekcja „Un Certain Regard”
- Thierry Gandillot, francuski dziennikarz
- Luc Honorez, francuski krytyk filmowy
- Jacques Mandelbaum, francuski krytyk filmowy
- Pierre Murat, francuski krytyk filmowy

### Cinéfondation i filmy krótkometrażowe
- Jean-Pierre Jeunet, francuski reżyser − przewodniczący jury
- Emmanuelle Béart, francuska aktorka
- Arnaud Desplechin, francuski reżyser
- Ángela Molina, hiszpańska aktorka
- Jaco Van Dormael, belgijski reżyser

### Złota Kamera – debiuty reżyserskie
- Trần Anh Hùng, wietnamski reżyser − przewodniczący jury
- Derek Malcolm, brytyjski krytyk filmowy
- Bernard Maltaverne, francuski producent filmowy
- Marcel Martin, francuski krytyk filmowy
- Emanuela Martini, włoska krytyczka filmowa
- Jacques Poitrenaud, francuski reżyser
- Pierre Salvadori, francuski reżyser
- Charles Van Damme, belgijski operator filmowy

## Selekcja oficjalna

### Otwarcie i zamknięcie festiwalu
|             | Tytuł          | Reżyseria       | Kraj produkcji    |
| ----------- | -------------- | --------------- | ----------------- |
| Otwierający | Barwy kampanii | Mike Nichols    | Stany Zjednoczone |
| Zamykający  | Godzilla       | Roland Emmerich | Stany Zjednoczone |

### Konkurs główny
Następujące filmy zostały wyselekcjonowane do udziału w konkursie głównym o Złotą Palmę:
| Tytuł polski                               | Tytuł oryginalny                                        | Reżyseria         | Kraj produkcji    |
| ------------------------------------------ | ------------------------------------------------------- | ----------------- | ----------------- |
| Kwiecień                                   | Aprile                                                  | Nanni Moretti     | Włochy            |
| Ci, którzy mnie kochają, wsiądą do pociągu | Ceux qui m'aiment prendront le train                    | Patrice Chéreau   | Francja           |
| Chrustaliow, samochód!                     | Хрусталёв, машину! Chrustaliow, maszynu!                | Aleksiej German   | Rosja             |
| Claire Dolan                               | Claire Dolan                                            | Lodge Kerrigan    | Stany Zjednoczone |
| Zimowe wakacje                             | La classe de neige                                      | Claude Miller     | Francja           |
| Promienne serce                            | Corazón iluminado                                       | Héctor Babenco    | Argentyna         |
| Zatańcz ze mną                             | Dance Me to My Song                                     | Rolf de Heer      | Australia         |
| Dziura                                     | 洞 Dong                                                 | Tsai Ming-liang   | Tajwan            |
| Szkoła wdzięku                             | L'école de la chair                                     | Benoît Jacquot    | Francja           |
| Las Vegas Parano                           | Fear and Loathing in Las Vegas                          | Terry Gilliam     | Stany Zjednoczone |
| Festen                                     | Festen                                                  | Thomas Vinterberg | Dania             |
| Generał                                    | The General                                             | John Boorman      | Irlandia          |
| Kwiaty Szanghaju                           | 海上花 Hai shang hua                                    | Hou Hsiao-hsien   | Tajwan            |
| Henry Fool                                 | Henry Fool                                              | Hal Hartley       | Stany Zjednoczone |
| Idioci                                     | Idioterne                                               | Lars von Trier    | Dania             |
| Illuminata                                 | Illuminata                                              | John Turturro     | Stany Zjednoczone |
| Wieczność i jeden dzień                    | Μια αιωνιότητα και μια μέρα Mia aioniotita kai mia mera | Theo Angelopoulos | Grecja            |
| Jestem Joe                                 | My Name Is Joe                                          | Ken Loach         | Wielka Brytania   |
| Idol                                       | Velvet Goldmine                                         | Todd Haynes       | Wielka Brytania   |
| Dziewczynka z różami                       | La vendedora de rosas                                   | Víctor Gaviria    | Kolumbia          |
| Wyśnione życie aniołów                     | La vie rêvée des anges                                  | Érick Zonca       | Francja           |
| Życie jest piękne                          | La vita è bella                                         | Roberto Benigni   | Włochy            |

### Pokazy pozakonkursowe
Następujące filmy zostały wyświetlone na festiwalu w ramach pokazów pozakonkursowych:
| Tytuł polski        | Tytuł oryginalny          | Reżyseria          | Kraj produkcji    |
| ------------------- | ------------------------- | ------------------ | ----------------- |
| Blues Brothers 2000 | Blues Brothers 2000       | John Landis        | Stany Zjednoczone |
| Mroczne miasto      | Dark City                 | Alex Proyas        | Australia         |
| Godzilla            | Godzilla                  | Roland Emmerich    | Stany Zjednoczone |
| Żegnaj, kochanku    | Goodbye Lover             | Roland Joffé       | Stany Zjednoczone |
| Niepokój            | Inquietude                | Manoel de Oliveira | Portugalia        |
| Doktor Akagi        | カンゾー先生 Kanzô sensei | Shōhei Imamura     | Japonia           |
| Barwy kampanii      | Primary Colors            | Mike Nichols       | Stany Zjednoczone |
| Tango               | Tango                     | Carlos Saura       | Argentyna         |

### Sekcja "Un Certain Regard"
Następujące filmy zostały wyświetlone na festiwalu w ramach sekcji "Un Certain Regard":
| Tytuł polski                                           | Tytuł oryginalny                                         | Reżyseria           | Kraj produkcji    |
| ------------------------------------------------------ | -------------------------------------------------------- | ------------------- | ----------------- |
| 32 sierpnia na Ziemi                                   | Un 32 août sur terre                                     | Denis Villeneuve    | Kanada            |
| Na sprzedaż                                            | À vendre                                                 | Laetitia Masson     | Francja           |
| Biedne zwierzaki                                       | All the Little Animals                                   | Jeremy Thomas       | Wielka Brytania   |
| Apostoł                                                | The Apostle                                              | Robert Duvall       | Stany Zjednoczone |
| Liść na poduszce                                       | Daun di Atas Bantal                                      | Garin Nugroho       | Indonezja         |
| Powiedz mi, że śnię                                    | Dis-moi que je rêve                                      | Claude Mouriéras    | Francja           |
| Ewangelia cudów                                        | El evangelio de las maravillas                           | Arturo Ripstein     | Meksyk            |
| Oszuści                                                | The Impostors                                            | Stanley Tucci       | Stany Zjednoczone |
| Island, Alicia                                         | Island, Alicia                                           | Ken Yunome          | Stany Zjednoczone |
| Siła prowincji Kangwon                                 | 강원도의 힘 Kangwon-do ui him                            | Hong Sang-soo       | Korea Południowa  |
| Zabójca                                                | Киллер Killer                                            | Dareżan Omirbajew   | Kazachstan        |
| Antoś                                                  | Kleine Teun                                              | Alex van Warmerdam  | Holandia          |
| Pantofelek                                             | Kurpe                                                    | Laila Pakalniņa     | Łotwa             |
| W obecności klowna                                     | Larmar och gör sig till                                  | Ingmar Bergman      | Szwecja           |
| Louise, ujęcie 2                                       | Louise (Take 2)                                          | Siegfried           | Francja           |
| Love Is the Devil – Szkic do portretu Francisa Bacona  | Love Is the Devil: Study for a Portrait of Francis Bacon | John Maybury        | Wielka Brytania   |
| Lulu na moście                                         | Lulu on the Bridge                                       | Paul Auster         | Stany Zjednoczone |
| The Man Who Couldn't Open Doors (film krótkometrażowy) | The Man Who Couldn't Open Doors                          | Paul Arden          | Wielka Brytania   |
| Mutanty                                                | Os Mutantes                                              | Teresa Villaverde   | Portugalia        |
| Miejsca w miastach                                     | Plätze in Städten                                        | Angela Schanelec    | Niemcy            |
| Złota rzeka                                            | O Rio do Ouro                                            | Paulo Rocha         | Portugalia        |
| Jabłko                                                 | سیب Sib                                                  | Samira Makhmalbaf   | Iran              |
| Pewnego wieczoru po wojnie                             | រាត្រីមួយក្រោយសង្គ្រាម Un soir après la guerre                    | Rithy Panh          | Kambodża          |
| Namiętność                                             | Szenvedély                                               | György Fehér        | Węgry             |
| Teatr wojenny                                          | Teatro di guerra                                         | Mario Martone       | Włochy            |
| Tokijskie oczy                                         | Tokyo Eyes                                               | Jean-Pierre Limosin | Japonia           |
| Efekt Zero                                             | Zero Effect                                              | Jake Kasdan         | Stany Zjednoczone |

## Laureaci nagród

### Konkurs główny
Złota Palma

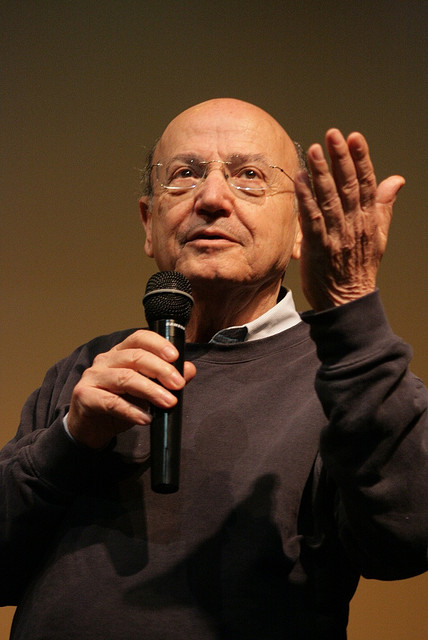
Laureat Złotej Palmy Theo Angelopoulos.

- Wieczność i jeden dzień, reż. Theo Angelopoulos

Grand Prix
- Życie jest piękne, reż. Roberto Benigni

Nagroda Jury
- Festen, reż. Thomas Vinterberg
- Zimowe wakacje, reż. Claude Miller

Najlepsza reżyseria
- John Boorman − Generał

Najlepsza aktorka
- Élodie Bouchez i  Natacha Régnier − Wyśnione życie aniołów

Najlepszy aktor
- Peter Mullan − Jestem Joe

Najlepszy scenariusz
- Hal Hartley − Henry Fool

Nagroda za najlepszy wkład artystyczny
- Idol, reż. Todd Haynes

### Konkurs filmów krótkometrażowych
Złota Palma dla najlepszego filmu krótkometrażowego
- Wywiad, reż. Xavier Giannoli

Nagroda Jury dla najlepszego filmu krótkometrażowego
- Gasman, reż. Lynne Ramsay
- Horseshoe, reż. David Lodge

Nagroda Cinéfondation dla najlepszej etiudy studenckiej
- I miejsce:  Jakub, reż. Adam Guziński
- II miejsce:  The Sheep Thief, reż. Asif Kapadia
- III miejsce:  Mangwana, reż. Manu Kurewa

Nagroda Kodaka dla najlepszego filmu krótkometrażowego
- Otwarte ciała, reż. Sébastien Lifshitz
- Rue bleue, reż. Chad Chenouga

### Wybrane pozostałe nagrody

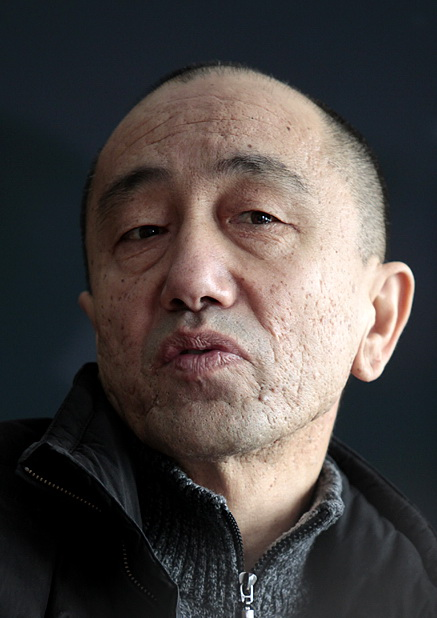
Zwycięzca sekcji "Un Certain Regard" Dareżan Omirbajew.

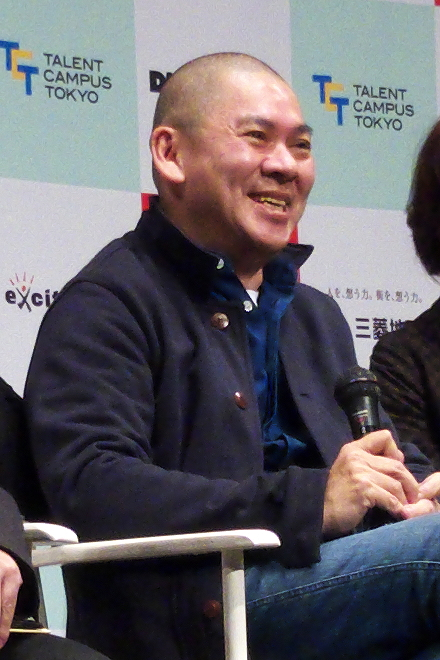
Nagrodzony reżyser Tsai Ming-liang.

Nagroda Główna w sekcji "Un Certain Regard"
- Zabójca, reż. Dareżan Omirbajew

Złota Kamera za najlepszy debiut reżyserski
- Rozgrywka, reż. Marc Levin

Nagroda Główna w sekcji "Międzynarodowy Tydzień Krytyki"
- Sam przeciw wszystkim, reż. Gaspar Noé

Nagroda FIPRESCI
- Konkurs główny:  Dziura, reż. Tsai Ming-liang
- Sekcje paralelne:  Happiness, reż. Todd Solondz

Nagroda Jury Ekumenicznego
- Wieczność i jeden dzień, reż. Theo Angelopoulos

Nagroda Specjalna Jury Ekumenicznego za całokształt twórczości
- Ingmar Bergman

Wielka Nagroda Techniczna
- Vittorio Storaro za zdjęcia do filmu Tango

Nagroda Młodych
- Najlepszy film zagraniczny:  Ostatnia noc, reż. Don McKellar
- Najlepszy film francuski:  Interior, reż. Jacques Nolot

Nagroda im. François Chalais dla filmu propagującego znaczenie dziennikarstwa
- Zachodni Bejrut, reż. Ziad Doueiri